# گمینا دنبه ویلکیه
گمینا دنبه ویلکیه (به لهستانی:  Gmina Dębe Wielkie) یک گمینا در لهستان است که در شهرستان مینگسک واقع شده‌است. گمینا دنبه ویلکیه ۷۷٫۸۸ کیلومتر مربع مساحت و ۹٬۵۶۵ نفر جمعیت دارد.